# Liste d'œuvres associées à la transidentité
La transidentité a inspiré de nombreuses œuvres.

## Cinéma

### XXesiècle
- 1918 : Je ne voudrais pas être un homme (Ich möchte kein Mann sein), moyen-métrage d'Ernst Lubitsch.
- 1933 : Viktor und Viktoria (Viktor und Viktoria) de Reinhold Schünzel.
- 1935 : La Vengeance d'un acteur (Yukinojô henge daiippen) de Teinosuke Kinugasa avec Kazuo Hasegawa.
- 1952 : La Fille au fouet de Jean Dréville avec Véronique Deschamps, Pauline Carton, Gaby Morlay et Michel Simon.
- 1953 : Louis ou Louise (Glen or Glenda?) d'Ed Wood.
- 1957 : L'Auberge du Spessart de Kurt Hoffmann.
- 1959 : Le Secret du chevalier d'Éon de Jacqueline Audry.
- 1963 : La Vengeance d'un acteur (Yukinojô henge) de Kon Ichikawa avec Kazuo Hasegawa.
- 1968 : Le Lézard noir (Kurotokage) de Kinji Fukasaku, composé autour de l'artiste japonais trans Akihiro Miwa.
- 1970 : Myra Breckinridge de Michael Sarne, avec Raquel Welch et Rex Reed, d'après le roman Myra Breckinridge/Myron de Gore Vidal.
- 1971 : Dr Jekyll et Sister Hyde (Dr Jekyll and Sister Hyde) film d'horreur de Roy Ward Baker.
- 1973 : Les Décimales du futur (The Final Programme) de Robert Fuest, d'après le du roman Le Programme final de Michael Moorcock, premier tome de Les Aventures de Jerry Cornelius.
- 1973 : The Triple Echo (Soldier In Skirts) de Michael Apted avec Brian Deacon, Glenda Jackson, Oliver Reed.
- 1975 : The Rocky Horror Picture Show comédie musicale de Richard O'Brien avec Tim Curry dans le rôle du travesti Frank'n Furter.
- 1976 : Le Locataire (The Tenant) de Roman Polanski, représentant la France au festival de Cannes.
- 1977 : Cambio de sexo (Je veux être une femme) de Vicente Aranda. avec Victoria Abril
- 1977 : La vie devant soi de Moshé Mizrahi avec Stella Anicette dans le rôle de la voisine, Madame Lola, femme trans et prostituée.
- 1978 : La Cage aux folles d'Édouard Molinaro.
- 1980 : Comme une femme de Christian Dura, avec Pascale, Philippe Nicaud, Max Montavon, Yvonne Clech, Perrette Pradier et Richard Darbois.
- 1980 : La Cage aux folles 2 d'Édouard Molinaro.
- 1980 : Rendez-moi ma peau… de Patrick Schulmann.
- 1981 : L'Année des treize lunes (In einem Jahr mit 13 Monden) de Rainer Werner Fassbinder.
- 1981 : Pulsions (Dressed to kill), film d'horreur de Brian De Palma avec Michael Caine.
- 1985 : La Cage aux folles III - 'Elles' se marient de Georges Lautner.
- 1985 : Le Baiser de la femme araignée (Beijo da mulher aranha), film brésilien de Hector Babenco d'après le roman de Manuel Puig avec William Hurt, Raúl Juliá, Sônia Braga.
- 1985 : Mystère Alexina de René Féret avec Philippe Vuillemin.
- 1985 : Ran d'Akira Kurosawa avec Peter, Tatsuya Nakadai.
- 1986 : La Loi du désir de Pedro Almodóvar.
- 1987 : Funny Boy de Christian Le Hémonet avec Gérard Lecaillon, Valérie Mairesse, Anaïs Jeanneret, Sacha Briquet, Jean-Pierre Kalfon, Gérard Rinaldi, Katherine Erhardy.
- 1987 : Jeux d'artifices de Virginie Thévenet, avec Myriam David, Gaël Seguin, Ludovic Henry, Arielle Dombasle, Claude Chabrol, Étienne Daho, Frédéric Mitterrand, Virginie Thévenet.
- 1987 : Miss Mona de Mehdi Charef avec Jean Carmet.
- 1988 : La Travestie de Yves Boisset, avec Zabou Breitman, d'après le roman d'Alain Roger.
- 1988 : Torch Song Trilogy de Paul Bogart.
- 1991 : Dans la peau d'une blonde (Switch), comédie fantastique américaine de Blake Edwards avec Ellen Barkin.
- 1992 : Orlando de Sally Potter avec Tilda Swinton et Billy Zane d'après le roman éponyme de Virginia Woolf.
- 1992 : The Crying Game de Neil Jordan avec Jaye Davidson, Stephen Rea, Forest Whitaker.
- 1993 : Adieu ma concubine (Bawang bieji), film chinois de Chen Kaige.
- 1993 : M. Butterfly de David Cronenberg avec John Lone.
- 1994 : Color of Night de Richard Rush avec Jane March.
- 1994 : Ed Wood de Tim Burton avec Johnny Depp.
- 1994 : Elle ou lui (Belle al bar) de Alessandro Benvenuti.
- 1994 : Ma sœur est un chic type de Mathias Ledoux.
- 1994 : Pigalle de Karim Dridi avec Blanca Li dans le rôle de Divine.
- 1994 : Priscilla, folle du désert de Stephan Elliott.
- 1995 : Dr Jekyll et Ms. Hyde de David Price, avec Sean Young, Lysette Anthony, Jeremy Piven, Harvey Fierstein, Timothy Daly, Timothy Daly, Stephen Tobolowsky, Thea Vidale, Polly Bergen, Stephen Shellen, Sheena Larkin
- 1995 : Extravagances de Beeban Kidron.
- 1996 : La Nuit des rois (Twelfth Night: Or What You Will) de Trevor Nunn.
- 1996 : Le Roi des masques (Bian lian) de Wu Tianming.
- 1997 : Beaumarchais, l'insolent de Édouard Molinaro, avec Fabrice Luchini et Claire Nebout dans le rôle du Chevalier d'Éon.
- 1997 : Embrasse-moi Pasqualino ! (Come mi vuoi) de Carmine Amoroso, avec Enrico Lo Verso, Vincent Cassel, Monica Bellucci, Francesco Casale, Urbano Barberini.
- 1997 : Ma vie en rose de Alain Berliner avec Michèle Laroque.
- 1997 : Nettoyage à sec de Anne Fontaine.
- 1998 : Minuit dans le jardin du bien et du mal de Clint Eastwood.
- 1998 : Rose Mafia (Mob Queen) de Jon Carnoy, avec Candis Cayne.
- 1998 : Woubi Chéri de Philip Brooks et Laurent Bocahut.
- 1999 : Boys Don't Cry de Kimberly Peirce d'après la vie de Brandon Teena.
- 1999 : Personne n'est parfait(e) (Flawless) de Joel Schumacher, avec Philip Seymour Hoffman et Robert De Niro.
- 1999 : Tout sur ma mère de Pedro Almodóvar.

### XXIesiècle
- 2000 et 2003 : Satreelex, the Iron Ladies de Yongyooth Thongkonthun.
- 2000 : Geraldine, court métrage de Arthur de Pins.
- 2001 : Change-moi ma vie de Liria Bégéja.
- 2001 : Hedwig and the Angry Inch de John Cameron Mitchell.
- 2001 : Thelma de Pierre-Alain Meier avec Pascale Ourbih.
- 2001 : Madame Satã de Karim Aïnouz.
- 2001 : Mauvais Genres de Francis Girod.
- 2003 : Beautiful Boxer de Ekachai Uekrongtham, basé sur l'histoire vraie de la célèbre boxeuse thaïlandaise transgenre Nong Toom, star nationale de muaythai.
- 2003 : Chouchou de Merzak Allouache avec Gad Elmaleh.
- 2003 : Tiresia de Bertrand Bonello.
- 2003 : Samoa Queens ou Tu seras une femme mon fils de Ilka Franzmann.
- 2004 : Connie et Carla de Michael Lembeck.
- 2004 : La Mauvaise Éducation (La mala educación) de Pedro Almodóvar.
- 2004 : Madame Édouard de Nadine Monfils avec Didier Bourdon, Michel Blanc, Josiane Balasko, Annie Cordy.
- 2004 : Stage Beauty de Richard Eyre avec Billy Crudup, Claire Danes, Rupert Everett.
- 2004 : Tarnation de Jonathan Caouette.
- 2004 : Une famille allemande (Agnes und seine Brüder) de Oskar Roehler avec Martin Weiß (de).
- 2004 : Wild Side de Sébastien Lifshitz.
- 2005 : 20 centimètres de Ramón Salazar.
- 2005 : Breakfast on Pluto de Neil Jordan.
- 2005 : Kinky Boots de Julian Jarrold, d'après l'histoire véridique de l'entreprise « Divine » du village anglais de Earls Barton.
- 2005 : Transamerica de Duncan Tucker.
- 2006 : Cut Sleeve Boys film sino-britannique de Ray Yeung.
- 2006 : Madame Irma de et avec Didier Bourdon et Yves Fajnberg.
- 2006 : She's the Man de Andy Fickman avec Amanda Bynes, d'après la pièce de William Shakespeare, La Nuit des Rois.
- 2006 : Shortbus de John Cameron Mitchell.
- 2006 : Soap de Pernille Fischer Christensen.
- 2006 : Statross le Magnifique de Rémi Lange avec Pascale Ourbih, Jann Halexander.
- 2007 : Les Amours d'Astrée et de Céladon de Éric Rohmer avec Cécile Cassel (Léonide), Andy Gillet (Céladon/Alexie), Stéphanie Crayencour (Astrée).
- 2007 : Soldier Girl de Catherine Hardwicke.
- 2007 : XXY de Lucía Puenzo, film sur le trouble de genre lié à l'hermaphrodisme.
- 2010 : Le Secret de Peacock de Michael Lander, avec Cillian Murphy, Susan Sarandon et Keith Carradine sortie française uniquement en vidéo.
- 2011 : Tomboy de Céline Sciamma, avec Zoé Héran, Sophie Cattani, Mathieu Demy
- 2012 : Laurence Anyways de Xavier Dolan, avec Melvil Poupaud, Suzanne Clément.
- 2015 : Danish Girl de Tom Hooper.
- 2015 : Tangerine[1] de Sean S. Baker.
- 2015 : Mein Sohn Helen de  Gregor Schnitzler
- 2017 : Just Charlie de Rebekah Fortune.
- 2017 : Une femme fantastique (Una mujer fantástica) de Sebastián Lelio, avec Daniela Vega et Luis Gnecco.
- 2018 : Girl de Lukas Dhont, avec Victor Polster.
- 2018 : Il ou elle (They) de Anahita Ghazvinizadeh, avec Rhys Fehrenbacher.
- 2019 : Lola vers la mer de Laurent Micheli, avec Mya Bollaers
- 2020 : Miss de Ruben Alves, avec Alexandre Wetter.
- 2021 : Moxie d'Amy Poehler avec Josie Totah.

## Documentaires
Films documentaires diffusés à la télévision ou au cinéma.
- 1991 : Paris Is Burning de Jennie Livingston.
- 1995 : Shinjuku Boys de Kim Longinotto et Jano Williams.
- 1999 : Gendernauts, documentaire de Monika Treut sur les personnes transgenres de San Francisco.
- 2002 : Juste une femme de Mitra Farahani.
- 2005 : Transgeneration de Jeremy Simmons.
- 2006 : Des saris et des hommes de Thomas Wartmann, film documentaire sur la vie de trois hijras de Bombay.
- 2007 : Nous n'irons plus au bois, documentaire sur l'identité de genre avec Bambi, Andréa Colliaux, Pascale Ourbih, Axel Léotard, Tom Reucher, Laure Murat, Éric Fassin… Entretien sous la conduite de Galia.
- 2009 : Crossdresser de Chantal Poupaud avec Virginie Perle.
- 2013 : Bambi (court-métrage) de Sébastien Lifshitz.
- 2016 : The Trans List de Timothy Greenfield-Sanders (en).
- 2016 : The Pearl of Africa de Jonny von Wallström.
- 2019 : Indianara d'Aude Chevalier-Beaumel et Marcelo Barbosa.
- 2019 : Océan, documentaire sur la transition d'un homme trans, Océan.
- 2020 : Disclosure de Sam Feder. Ce documentaire sur la représentation des personnes transgenres à la télévision américaine sort en juin 2020 sur Netflix[2],[3].
- 2020 : Petite Fille de Sébastien Lifshitz.

## Téléfilms
- 2003 : Soldier's Girl de Frank Pierson, d'après l'histoire vraie d'un jeune soldat battu à mort pour être tombé amoureux d'une femme transgenre vedette d'un nightclub.
- 2004 : Si j'étais elle de Stéphane Clavier avec Hippolyte Girardot, Hélène de Fougerolles, Thierry Lhermitte.
- 2006 : A Girl Like Me : L'Histoire vraie de Gwen Araujo (A Girl like Me: The Gwen Araujo Story) de Agnieszka Holland avec Mercedes Ruehl.
- 2008 : Ma sœur est moi de Didier Albert avec Grégori Baquet (Julien/Lucie) et Bernadette Lafont (Marie-Hélène).
- 2020 : Il est elle de Clément Michel

## Séries télévisées
- 1967 : Princesse Saphir, série animée de Osamu Tezuka.
- 1977 à 1981 : Soap de Susan Harris où Billy Crystal interprète le rôle du personnage transgenre Jodie Dallas.
- 1983 à 1984 : Mospeada (Genesis Climber Mospeada) où évolue le personnage androgyne de Lancer aka Yellow Dancer, Lance Belmont.
- 1993 à 1999 : Star Trek: Deep Space Nine où Terry Farrell interprète le personnage de Jadzia Dax, officier scientifique dont le symbiote transportant la personnalité utilise indifféremment des enveloppes corporelles masculines ou féminines pour prolonger son existence.
- 1993, 1998 et 2001 : Les Chroniques de San Francisco de Alastair Reid puis Pierre Gang d'après l'œuvre d'Armistead Maupin, où Olympia Dukakis interprète le rôle de la femme transgenre Anna Madrigal.
- 1995 à 2001 : Les Bœuf-carottes : épisode 02/09, Émotions fortes du 1er décembre 1997 avec Jean-Noël Brouté dans le rôle de l'homme transgenre Loïc Duval.
- 1996 à 2001 : Troisième planète après le Soleil où Kristen Johnston interprète le personnage de l'officier de sécurité Sally Solomon.
- 1997 : Ally McBeal : Le Combat, épisode 10 saison 1, ainsi que 5 épisodes de la saison 4 (2000-2001) où Lisa Edelstein interprète le personnage trans Cindy McCauliff.
- 1998 à 2000 : Cowboy Bebop de Shin'ichirō Watanabe : épisodes 12 et 13, Jupiter Jazz, où évolue le personnage hermaphrodite de Gren (Grencia Mars Elijah Guo Eckener).
- 2004 : Absolutely Fabulous où Joanna Lumley joue le rôle de Patsy Stone, une journaliste transgenre de mode alcoolique, tabagique et nymphomane.
- 2004 : Julie, chevalier de Maupin de Charlotte Brändström, avec Sarah Biasini, Pietro Sermonti, Pierre Arditi, Gottfried John, Thure Riefenstein, Jürgen Prochnow.
- 2004 : Mon oncle Charlie de Andrew Weyman : Copain copine, épisode 18/24 saison 1, avec Chris O'Donnell dans le rôle de Bill, ex Jill.
- 2004 : NCIS : Enquêtes spéciales de Dennis Smith : Dernières paroles d'un mort, épisode 19 saison 1, avec Jamie Luner dans le rôle de Amanda Reed / Hamilton Voss.
- 2004 : The L Word d'Ilene Chaiken, avec Kelly Lynch dans le rôle du drag king Ivan et Daniela Sea dans le rôle d'un jeune homme transgenre, Max.
- 2004 : Cold Case : Affaires classées : Daniela, épisode 26 (ou 3 saison 2) du 17 octobre 2004.
- 2007 : Cold Case : Affaires classées : Boy Crazy, épisode 102 (ou 9 de la saison 5) du 18 novembre 2007 consacré au cas de Brandon Teena qui a déjà inspiré le film Boys Don't Cry.
- 2006 : Le Chevalier d'Éon (シュヴァリエ, Shuvarie), série d'animation en 24 épisodes de Kazuhiro Furuhashi inspirée de la vie du célèbre espion de Louis XV.
- 2007 : Dirty Sexy Money, de Craig Steven Wright. Le rôle récurrent de Carmelita jouée par l'actrice Trans Candis Cayne, amante Trans du sénateur Patrick Darling IV (interprété par William Baldwin).
- 2008 : Pretty/Handsome (pilote) de Ryan Murphy avec Joseph Fiennes.
- 2008 : Top Model USA, émission de télé-réalité de Tyra Banks. Pendant la saison 11, une des concurrentes, Isis King, n'était pas née femme et avait encore ses parties génitales masculines.
- 2009 : Suite Noire - La Reine des Connes, (saison 1, épisode 5 sur 8) de Guillaume Nicloux avec Clément Hervieu-Léger, Pascal Bongard, Yves Verhoeven.
- 2012 : Hit and Miss, mini série en six épisodes réalisée par Paul Abbott, avec Chloë Sevigny.
- 2013-2019 : Orange Is the New Black avec Laverne Cox dans le rôle récurrent de Sophia Burset.
- 2014 : Glee, série jeunesse. Lors de la saison 3 Wayne Adams s'habille en femme sur scène et se prénomme Unique Wayne Adams puis dans la saison 4 il s'habille en femme même en cours.
- 2015-2018 : Sense8 avec l'actrice Jamie Clayton qui interprète Nomi Marks, l'un des personnages principaux de la série.
- 2015 : Lors du dixième épisode de la sixième saison de Pretty Little Liars, il est révélé que le personnage de Cece Drake est une femme transgenre. Néanmoins, cette intrigue reçoit des critiques très négatives en raison du fait que son écriture maladroite puisse laisser penser que la transition du personnage pourrait avoir un rapport avec son état mental instable mais également car il est interprété par une actrice cisgenre, Vanessa Ray[4].
- 2016 : Dark Net (en), série documentaire diffusée sur Showtime. L'épisode 8 de la première saison est centré sur Abby Stein[5], militante transgenre.
- 2016-2019 : Star avec Amiyah Scott dans le rôle de Cotton Brown, l'un des personnages principaux de la série.
- 2017 : Doubt : Affaires douteuses avec Laverne Cox dans le rôle de Cameron Wirth, l'un des personnages principaux de la série.
- 2018 : De Max à Maxine, mini-série en trois épisodes créée sur la BBC (Butterfly (en). Diffusée en février 2019 sur la chaîne française 6ter. Un garçon de 11 ans opte pour devenir fille. Conflits entre son père, séparé, et sa mère qui le soutient.
- 2018 : La deuxième saison de la série Les Engagés introduit un personnage trans, Elijah, qui est incarné par l'acteur trans Adrián De La Vega. Le fil rouge de la saison concerne la transphobie dans le milieu LGBT et la relation entre Elijah et l'un des personnages principaux de la série, Hicham.
- Depuis 2018 : La série Pose est composée de la plus grande distribution d'acteurs transgenres de l'histoire de la télévision, dont cinq actrices dans sa distribution principale.
- Depuis 2018 : Dans la série Les Nouvelles Aventures de Sabrina, le personnage de Theo Putnam est un garçon transgenre. Il est interprété par l'acteur non-binaire Lachlan Watson.
- Depuis 2019 : Euphoria avec Hunter Schafer dans le rôle de Jules Vaughn, l'un des personnages principaux de la série.
- 2020 : Control Z, Zión Moreno interprète le personnage de Isabela De La Fuente.
- 2020 : First Day (en), avec Evie MacDonald dans le rôle d'Hannah Bradford.

## Photographie
- (en) George Alpert, The Queens, Da Capo Press, 1975  (ISBN 0306800128).
- Diane Arbus : divers clichés pris à New York dans les années 1950 et 1960[6].
- Kader Attia : série La Piste d'atterrissage, 2000.
- Valérie Belin : série Transsexuels, 2001[7].
- André Berg, Créatures, Éditions Pink Stars, 1982.
- Denis Bourges : photo-reportage Hijras, Inde 2005 [consulter en ligne].
- Brassaï : divers clichés du Paris noctambule des années 1930, notamment au Monocle et au bal des invertis du Magic City[8].
- Claude Cahun, Actes Sud, coll. « Photo Poche », 1999  (ISBN 9782097541369).
- (en) Claude Cahun et Marcel Moore, Don't kiss me, Aperture, 2006  (ISBN 1597110256).
- Arnaud Delrue[9] : séries Mythologies, Mélancolies, C'est la vie [consulter en ligne].
- Tiane Doan Na Champassak, Le Sexe des Anges, éditions De La Martinière, 2003  (ISBN 2732429627).
- (en) Nan Goldin, The other side, Cornerhouse Publications ou Scalo Publishers, 1993  (ISBN 0948797428).
- Jean-Paul Goude : portraits de Grace Jones pour ses albums Nightclubbing (1981), Living My Life (1982), Ultimate collection (2006) et pour la publicité de la Citroën CX (1984) ; portrait de Laetitia Casta en homme pour la campagne des Galeries Lafayette (2004).
- Travis Hutchison, Worship - New York underground 1994, Tournon, 2007  (ISBN 9782351440551).
- (en) Jeanette Jones, Walk on the Wild Side, Barricade Books, 1995  (ISBN 1569800545).
- Michel Journiac : Hommage à Freud, constat d'une mythologie travestie, 1972 ; Piège pour un travesti, 1972 ; Vingt-quatre heures dans la vie d'une femme ordinaire, 1974 ; L'Inceste, 1975 [consulter en ligne].
- William Klein : portrait de Serge Gainsbourg travesti pour la couverture de son album Love on the Beat, 1984.
- Fred Koenig : séries Dragking, Transgender, Kaspar Kameleon, Los Muxes, etc. [consulter en ligne].
- Del Lagrace Volcano : séries Gender optional, Genderqueer, Drag kings [consulter en ligne].
Monographies : The Drag King Book, Serpent's Tail, 1999 ; (de + en) Sublime Mutations, Konkursbuchverlag, 2000  (ISBN 3887691350).
- Man Ray : photographies de Rrose Sélavy en 1920 et du trapéziste travesti Barbette[10] en 1926.
- (en) Vivienne Maricevic, La cage aux folles - Male to Female, Stemmle, 1995  (ISBN 3905514869).
- Annette Messager : série les Hommes-Femmes et les Femmes-Hommes, 1972.
- Pierre Molinier photographe. Une rétrospective (catalogue d'exposition), édition Mennour, 2000.
- Bruno Morandi : photo-reportage  Hijra, demi-femmes du Pakistan [consulter en ligne][11].
- Yasumasa Morimura : série Self-portraits as actresses, 1994-1996 [consulter en ligne].
- Nath-Sakura : l'ensemble de ses travaux.
- Catherine Opie : série Being and Having, 1991.
- Bettina Rheims, (de) Les Espionnes (texte de Bernard Lamarche-Vadel), Kehayoff Verlag, 1992  (ISBN 3929078066) ; Kim (texte de Kim Harlow), Kehayoff Verlag, 1994  (ISBN 3929078244).
- Alberto Sorbelli : séries Tentative de rapport avec une œuvre, 1992-1997, Au Louvre, 1994, Tentative de rapport avec un chef-d'œuvre, 1994-1997 et 1997-2006 [consulter en ligne].
- Flore-Aël Surun : photo-reportage Mâle / Femelle (FTM, to be a transsexual is neither a fantasy), 2002 [consulter en ligne].
- Alain Verdier (texte de Charles-Laurent Gondanoff), Messieurs Mesdames, Paul Legrain éditeur, 1979.
- Andy Warhol et Christopher Makos : série Self-portrait (in drag), 1981[12],[13].
- SMITH : l'ensemble de ses travaux, particulièrement Löyly, Filigranes Éditions, 2013  (ISBN 9782350462967).

## Musique
- Bourrée de complexes de Boris Vian.
- 3e Sexe, créée par le groupe Indochine en 1985, reprise par Miss Kittin en 2004.
- Bienvenue du groupe Jad Wio.
- Ce soir c'est moi qui fait la fille par Vincent Baguian, 2007
- Coming Out, Alexis HK, 2004
- Comme ils disent de Charles Aznavour, 1973
- Comme un garçon de Jean-Jacques Debout et R. Dumas interprétée par Sylvie Vartan, 1968
- Crazy Lue, paroles et musique de Salvatore Adamo, 1972
- D-Day de la newhalf sud-coréenne Harisu.
- Don't Go Breakin' My Heart par Elton John & RuPaul.
- El gran varón de Willie Colón, 1989.
- Estelle de Pierre Perret, 1979
- Être une femme (reprise de Femmes des années 80 de Michel Sardou) par le groupe trans SheMale.
- Être une femme par Anggun, 2005.
- For Today I am A Boy (album I Am a Bird Now) d'Antony and the Johnsons, 2005.
- Gisberta, sur le massacre des transgenres à travers le cas de Gisberta Salse[14], par le groupe Mauvais Genres[15].
- Zie got Hir Own Style est le coming out non binaire de Charlotte Cegarra du groupe Charlotte & Magon, 2018[16],[17].
- I Will Survive de Diana Ross et RuPaul.
- Je suis un cinglé de Geisha de MILANO, (2007 - Libreville - Gabon) [lire les paroles].
- Je suis un homme de Michel Polnareff, 1970.
- La grande Zoa, Régine, 1966
- Le Grand Secret, Indochine, 2002
- Les filles sont des garçons bizarres de Élisa Point, 1998.
- Let me be a drag queen de Sister Queen, musique de M.C. Maillet et G. Langella, 1995.
- Lola (album Lola versus Powerman and the Moneygoround, Part One) de The Kinks, 1970 [lire les paroles]
- Non non Jean-François de Sttellla, 1989
- Pass This On de The Knife.
- Queen Bitch (album Hunky Dory) de David Bowie, 1971 [lire les paroles]
- Sans contrefaçon de Mylène Farmer, musique Laurent Boutonnat, 1988
- Sweet Transvestite de Richard O'Brien, extrait de l'Opéra-rock The Rocky Horror Picture Show
- Tourne-toi Benoît de Benoît, 2002
- Travesti, extrait de Starmania, paroles de Luc Plamondon, musique de Michel Berger, 1978
- Visa For Love du groupe thaï ladyboy Venus Flytrap.
- Walk on the Wild Side (album Transformer) de Lou Reed, 1972
- Lola (album Wow) de Superbus, 2006
- Transgender Dysphoria Blues, album d'Against Me!, 2014

## Arts du spectacle
- La Nuit des Rois (pièce écrite en 1599 et 1601) de William Shakespeare.
- Les Ballets Trockadero de Monte Carlo, troupe américaine de danse classique.
- L’Homosexuel ou la difficulté de s’exprimer (1971), La tour de défense (1981), Le frigo, Les vieux travelos et autres pièces de Copi.
- La Cage aux folles (1973) de Jean Poiret avec Michel Serrault.
- Ma sœur est un chic type (1993) de et avec Pierre Palmade et Dominique Lavanant, adaptée pour le petit écran par Mathias Ledoux en 1994.
- La truie est en moi (1998) et Marie-Thérèse revient (2003), spectacles humoristiques de Marie-Thérèse Porchet alias Joseph Gorgoni.
- Conférence-Kermesse (2005) et La saga des Transpédégouines (2007)[18], spectacles humoristiques de Madame H. alias Christophe Marcq.
- Mes jambes, si vous saviez, quelle fumée… (2005), adaptation des entretiens de Pierre Molinier avec Pierre Chaveau en 1972, mise en scène de Bruno Geslin.
- Le striptease de Mademoiselle (2006)[19], one (wo)man show de et avec Thierry Fontez.
- Regarde maman, je danse (2006), pièce autobiographique de et avec Vanessa Van Durme.
- Madame Raymonde (2006) et Madame Raymonde revient! (2008), spectacles musicaux humoristiques de Denis D'Arcangelo.
- P.P.P. Position Parallèle au Plancher (2008), création de la jongleuse Phia Ménard (Compagnie Non Nova).
- Réception (2008) de Serge Valletti, mise en scène de Christophe Correia, avec Claire Nebout.
- Transibérienne (2008), comédie de et avec Christophe Marcq.

## Arts plastiques
- Hermaphrodite endormi, marbre, IIe siècle. Département des Antiquités étrusques et romaines du musée du Louvre. D'autres exemplaires existent.
- L'aigle mademoiselle, dessins de Hans Bellmer dans Petit traité de morale, 1968.
- Lucille [consulter en ligne], série d'autoportraits de Luciano Castelli, 1973.
- Body Mix, série d'œuvres de Christian Marclay, 1991.
- Caphi [consulter en ligne], série de peintures de Philippe Pasqua, 2004.
- C19H28O2 (Agnès) [consulter en ligne], installation vidéo et sculpture de SMITH, avec Stéphanie Michelini, 2011.

## Littérature

### Bande dessinée, manga et fumetti
- 2002 : L'Astrée d’Honoré d'Urfé, l’histoire d’Astrée et de Céladon, de Patrick Ballet (dessin) et Louis Bouchet (adaptation).
- Hiroshi Aro : Futaba-Kun Change! (1991-1997) où Futaba change de sexe lorsqu'il est excité.
- Roberto Baldazzini : Casa Howhard, Beba, etc.
- Xavier Duvet : Transfrancisco, A maid's Life, etc.
- Christian Godard et Julio Ribera : Axle Munshine, Le Vagabond des Limbes qui met en scène les héroïnes Musky et sa fissoeur Muskie, rejetons du roi de la confédération des Éternautes ayant la particularité de grandir sans sexe déterminé et de geler leur processus de vieillissement jusqu'au moment où ils optent pour un sexe.
- Tsukasa Hōjō : F. Compo (1996-2000).
- Riyoko Ikeda : La Rose de Versailles ((ja) 1972, (fr) 2002) dont l'héroïne, Oscar, a été élevée en garçon et se perçoit comme homme.
- Haruka Inui : Ogenki Clinic.
- Kenjiro Kawatsu : No Bra.
- Tatsuki Fujimoto : Fire Punch (2016)
- Christian Rossi et Serge Le Tendre : Tirésias.
- Chiho Saito : Utena, la fillette révolutionnaire ((ja) 1996-1997) qui souhaite devenir prince.
- DMITRYS : De son vrai nom Dmitri Sergeyev, est un illustrateur australien d'origine russe[réf. nécessaire].
- Takako Shimura : Hōrō musuko (2002-2013)
- Futanari : Hentaï axés sur les « hermaphrodites »[réf. souhaitée].
- Rumiko Takahashi : Ranma ½ (Japon 1988-, France 1994-2002) où Ranma change de sexe au contact de l'eau.
- Osamu Tezuka : Princesse Saphir (1953-1958) qui possède à la fois un cœur d'homme et un cœur de femme.
- Shin'ichirō Watanabe : Cowboy Bebop (anime).
- Jocelyn Samara D. : Rain (2004-), webcomic disponible sur DeviantArt
- Charlotte Bousquet (ill. Jaypee), Barricades, Gulf Stream, 2018 (ISBN 9782354885380).
- Catherine Castro (ill. Quentin Zuttion), Appelez-moi Nathan, Payot, 2018 (ISBN 9782228921626).
- Gauthier, Justin, Delcourt, 2016 (ISBN 9782756072364).
- Hubert & Zanzim, Peau d'homme, Glénat, 2020  (ISBN 9782344010648)

### Littérature jeunesse
- Piotr Barsony, Bumcello et Maya Barsony, Papa porte une robe, Seuil jeunesse, 2004 (ISBN 2-02-065430-X).
- Terence Blacker (trad. de l'anglais), Garçon ou fille, Paris, Gallimard jeunesse - collection Scripto, 2005, 313 p. (ISBN 2-07-050954-0).
- Francesca Lia Block (trad. de l'anglais), Les petites déesses, Paris, L'École des loisirs - collection Médium, 1996, 178 p. (ISBN 2-211-04481-6).
- Christian Bruel (ill. Anne Bozellec), Histoire de Julie qui avait une ombre de garçon, Le Sourire qui mord, 1976 (ISBN 2-86434-001-1).
- Hélène Couturier, Trans Barcelona Express, Syros, 2018 (ISBN 9782748525489).
- Antoine Dole, Météore, Actes Sud Junior, 2020 (ISBN 9782330130367).
- Olivier Douzou, Buffalo Belle, Editions du Rouergue, 2016 (ISBN 9782812610554).
- David Dumortier, Mehdi met du rouge à lèvres, Cheyne éditeur - collection Poèmes pour grandir, 2006, 43 p. (ISBN 978-2-84116-110-2).
- Jean-Loup Felicioli, Je suis Camille, Syros, 2019 (ISBN 9782748526646).
- Anne Fine, Quand papa était femme de ménage, L'École des loisirs - collection Médium, 1994 (ISBN 2-211-02395-9).
- Anne Fine (trad. de l'anglais), La nouvelle robe de Bill, Paris, L'École des loisirs - collection Neuf, 1997, 138 p. (ISBN 2-211-04331-3).
- Chiya Fujino (trad. du japonais), Lovely Planet, Paris, Thierry Magnier, 2006, 239 p. (ISBN 2-84420-452-X).
- Alex Gino (trad. de l'anglais), George, L'Ecole des loisirs, 2017 (ISBN 9782211227452).
- Achmy Halley, Alexis, Alexia…, Paris, Livre de Poche Jeunesse, 2004, 94 p. (ISBN 2-01-322238-6).
- Achmy Halley, Nocturne au jardin des sultanes, Livre de Poche jeunesse, 2007 (ISBN 978-2-01-322353-9 et 2-01-322353-6).
- Nathalie Le Gendre, Automates, Paris, Mango - collection Autres Mondes, 2005, 214 p. (ISBN 2-7404-1920-1).
- Jessica Love, Julian est une sirène, Pastel, 2020 (ISBN 9782211306669).
- Julie-Anne Peters, La Face cachée de Luna, Milan Presse - collection Macadam, 2005, 368 p. (ISBN 978-2-7459-1684-6).
- Julie-Anne Peters, Cette fille c'était mon frère, Milan Presse, 2016 (ISBN 9782745978363) (réédition du précédent)
- Ami Polonsky, Le secret de Grayson, Albin Michel, 2016 (ISBN 9782226388513).
- Erik Poulet-Reney, Jusqu’au Tibet, Paris, Thierry Magnier, 1999, 92 p. (ISBN 2-84420-049-4).
- Erik Poulet-Reney, Transparente, Oskar, 2018 (ISBN 9791021406308).
- Claude Pujade-Renaud, Championne à Olympie, Gallimard jeunesse, 2004 (ISBN 2-07-055791-X).
- Meredith Russo (trad. de l'anglais), Celle dont j'ai toujours rêvé, Pocket Jeunesse, 2017 (ISBN 9782266270106).
- (en) Meredith Russo, Birthday, Flatiron Books, 2019 (ISBN 9781250129833).
- Jean-Noël Sciarini, Le garçon bientôt oublié, L'École des loisirs, 2010 (ISBN 9782211201278).
- Marie-Sophie Vermot, Comme le font les garçons, Paris, L'École des loisirs - collection Médium, 1998, 126 p. (ISBN 2-211-04403-4).
- Lisa Williamson (trad. de l'anglais), Normal(e), Hachette, 2017 (ISBN 9782013917971).

### Romans
- Ella Balaert, Mary Pirate, Zulma, 2001, 124 p. (ISBN 978-2-84304-181-5) : inspiré de la vie de Mary Read, pirate du VIIIe siècle.
- Honoré de Balzac, Séraphîta, Ramsay, 1835.
- Élodie Barrière, L'inversion du sujet, Paris, Les Lettres Libres, 1986, 62 p. (ISBN 2-86751-098-8).
- Tahar Ben Jelloun, L'enfant de sable : La nuit sacrée, Paris, Éditions du Seuil, 1987, 405 p. (ISBN 2-02-009965-9) ; suivi de La nuit sacrée, Prix Goncourt.
- Françoise Bouillot, Travesti, Maren Sell, 1991 (ISBN 978-2-87604-052-6).
- Guy des Cars, La Maudite, 1954.
- Guy des Cars, Une certaine dame, Flammarion, 1971.
- Noëlle Châtelet, La Tête en bas, Éditions du Seuil, 2002.
- Cordélia, Mon amie Gabrielle, 2016 (ISBN 978-2-37709-000-6).
- Philippe Dalba, Lady Boy, Guy Authier éditeur, 1973.
- Florence Delay, Catalina, enquête, Éditions du Seuil, 1994 (ISBN 978-2-02-063517-2).
- Claude Damian, L'étrangeté du moi, Manuscrit.com, 2008 (ISBN 978-2-7481-8186-9 et 2-7481-8186-7).
- Françoise Dorin, Les julottes, Plon, 2001 (ISBN 978-2-259-19215-6).
- Jennie Dorny, Les cupidons sont tombés sur la tête, 2007 (ISBN 978-2-84114-891-2 et 2-84114-891-2).
- Sandra Dual, Le poison de vérité, éditions de la Nerthe, 2001 (ISBN 978-2-84869-017-9).
- Jeffrey Eugenides, Middlesex, éditions de l'Olivier, 2003 ; Prix Pulitzer.
- Rupert Everett, Hello Darling, Balland, 1999.
- Rupert Everett, Les Coiffeurs de Saint-Tropez, Balland, 2000.
- Éric Fottorino, Caresse de rouge, Gallimard, 2004 ; Prix François-Mauriac de l'Académie française.
- Anne F. Garréta, Sphinx, Paris, Éditions Grasset, 1986, 229 p. (ISBN 2-246-36561-9).
- Théophile Gautier, Mademoiselle de Maupin, 1835.
- Jean Genet, Notre-Dame-des-Fleurs, Décines, l' Arbalète, 1943, 236 p. (ISBN 2-07-036860-2).
- Patrick Gourvennec, Katia la nuit : roman, Paris, Éditions du Seuil, 2003, 218 p. (ISBN 2-02-060590-2).
- Pierre Guéry, La Rhétorique des culs, Éditions Sens&Tonka/L'une&l'autre, 2011.
- Juliette Jourdan, Le choix de Juliette, Paris, le dilettante, 2009, 346 p. (ISBN 978-2-84263-167-3).
- Etgar Keret (trad. de l'hébreu), Le Grassouillet, Arles, Actes Sud, 2005, 202 p. (ISBN 2-7427-5647-7), dans Un homme sans tête et autres nouvelles ((he) Anihu).
- Jackie Key, Le trompettiste était une femme, Paris, Hachette, 2001, 175 p. (ISBN 2-914679-21-1).
- Pedro Lemebel, Je tremble, ô matador, Éditions Denoël, 2004 (ISBN 978-2-207-25358-8).
- JT LeRoy, Sarah, 2004, 220 p. (ISBN 978-2-264-03610-0).
- Claude Louis-Combet, Marinus et Marina, Paris, Flammarion, 1979, 347 p. (ISBN 2-08-064191-3) ; inspiré de l'histoire de Sainte Marina.
- Emmanuelle Pagano, Les Adolescents troglodytes, P.O.L, 2007, 212 p. (ISBN 978-2-84682-187-2).
- Fabrice Pataut, En haut des marches : roman, Paris, Éditions du Seuil collection Fiction & Cie, 2007, 120 p. (ISBN 978-2-02-088618-5).
- Emmanuelle Peslerbe, Un bras dedans, un bras dehors, Rodez, Éditions du Rouergue, 2007, 158 p. (ISBN 978-2-84156-799-7, BNF 40952553).
- Robert Rodi (en), Drag Queen, H&O, 2001.
- Alain Roger, Hermaphrodite, Éditions Denoël, 1977.
- Alain Roger, La travestie, Éditions Grasset, 1987 (ISBN 978-2-246-37851-8).
- Maurice Rostand, La Femme qui était en lui, Flammarion, 1933.
- Alexeï Slapovski, Ille, Éditions Kéruss, 2008 (ISBN 978-2-923615-08-0).
- George Sand, Gabriel, 1839 (lire en ligne).
- Severo Sarduy, Cobra, Éditions du Seuil, 1972 ;Prix Médicis étranger.
- Wesley Stace (en), L'Infortunée, Flammarion, 2006.
- Jimmy Sueur, Ne m'appelez plus Julien, L'Harmattan, 2003 (ISBN 978-2-7475-3786-5).
- David Thomas (trad. de l'anglais), Girl : roman, Paris, Ifrane Éditions, 1996, 295 p. (ISBN 2-84153-072-8).
- Rose Tremain, Le royaume interdit, édition De Fallois, 1994 ;Prix Femina étranger.
- Honoré d'Urfé, L'Astrée, publié de 1607 à 1627 ; roman pastoral.
- Gore Vidal (trad. de l'anglais), Myra Breckinridge et Myron, Paris, réédition Rivages, 2002, 473 p. (ISBN 2-7436-0965-6).
- Virginia Woolf, Orlando, Librairie générale française, 1993.
- Guillaume Bertrand, Un Genre de Jeu, Bookelis, 2017

Genre policier et thriller
- Brigitte Aubert, Transfixions : roman, Paris, Points, 1999, 237 p. (ISBN 2-02-037541-9).
- Nicholas Blincoe (trad. de l'anglais), Acid Queen, Paris, Gallimard collection Série noire, 2000, 326 p. (ISBN 2-07-049677-5).
- Hervé Claude, Mort d'une drag-queen, Babel poche, 2007 (ISBN 978-2-7427-6985-8 et 2-7427-6985-4).
- Serge Delhay, Cherry Darling, CyLibris, 2005 (ISBN 978-2-84358-145-8).
- Régis Descott, Caïn et Adèle, éditions Jean-Claude Lattès, 2007 (ISBN 978-2-7096-2788-7 et 2-7096-2788-4).
- Désiré Fortune, Cavale en Normandie, Gilles Gallas éditeur, 2005 (ISBN 978-2-914651-38-7).
- Pernille Rygg, L'effet papillon, L'Aube Noire, 1997 (ISBN 978-2-87678-379-9).
- Jimmy Sabater, Transes : roman, Paris, éditions T.G., 2006, 175 p. (ISBN 2-914679-21-1).
- Noël Simsolo, Un travelo nommé désir, Éditions Baleine, 1996 (ISBN 978-2-84219-007-1) ; série Le Poulpe.

Genre science-fiction
- Ayerdhal, L'Histrion, Paris, J'ai lu, 1993, 380 p. (ISBN 2-277-23526-1).
- Ayerdhal, Sexomorphoses, Paris, J'ai lu, 1994, 373 p. (ISBN 2-277-23821-X).
- Francis Berthelot, Rivage des intouchables, Folio SF, 1990 ; Grand prix de l'Imaginaire en 1991.
- Jeanne-A Debats, Plaguers, Atalante, 2010 ; Prix Bob-Morane en 2011
- Samuel R. Delany, Triton, Calmann-Lévy, 1977.
- Tanith Lee, Ne mords pas le soleil, Le Masque Science-fiction, 1976.
- Ursula K. Le Guin, La Main gauche de la nuit ; Prix Nebula du meilleur roman en 1969 et prix Hugo du meilleur roman en 1970.
- John Varley, Persistance de la vision, Denoël, 2000 ; Prix Hugo et Prix Nebula.

### Autobiographies
- Barbara Buick, L'Étiquette, La Jeune Parque, 1971.
- Olivia Chaumont, D'un corps à l'autre, Robert Laffont, 2013 (ISBN 978-2-85018-586-1).
- Coccinelle, Coccinelle, Filipacchi, 1987.
- Andréa Colliaux, Carnet de bord d'un stewart devenu hôtesse de l'air, éditions Michel Lafon, 2001, 212 p. (ISBN 978-2-84098-677-5).
- Canary Conn, Canary: The Story of a Transsexual, Nash Publications, 1974  (ISBN 978-0840213457).
- Roberta Cowell, Comment je suis devenu(e) femme, Plon, 1955.
- Kathy Dee, Traveling, un itinéraire transsexuel, Éditions Belfond, 1974.
- Delphine De Froissac, La solitude du désir, Éditions LAU, 2004 (ISBN 978-2-84750-058-5).
- Ovida Delect, La vocation d'être femme. Itinéraire d'une transsexuelle, L'Harmattan, 1996 (ISBN 978-2-7384-4687-9).
- Diane, Diane, Paris, Acropole, 1987, 332 p. (ISBN 2-7202-1425-6).
- Sandra Dual, Rencontre du troisième sexe, Gérard Blanc, 1999, 239 p. (ISBN 978-2-84397-047-4).
- Sylviane Dullak, Je serai elle, mon odyssée transsexuelle, Presses de la Cité et France Loisirs, 1983 et 1984, 210 p. (ISBN 978-2-7242-2101-5).
- Marie-Josée Enard, Vouloir être… Transsexuelle : Femme et Mère, 1982.
- Catalina de Erauso (trad. de l'espagnol, préf. José-Maria de Heredia, avant-propos d'Elisabeth Burgos), La Différence, Paris, la Différence, 1991, 125 p. (ISBN 2-7291-0756-8).
- Caroline FEH, Le Corps ne fait pas le Genre - Autobiographie partielle d'une femm·e total·e, 2023, Auto-édition Caroline Feh  (ISBN 978-2-9591899-0-6),[Visiter en ligne].
- Jean Guilda, Elle et moi, Québecor, 1980 (ISBN 2-89089-044-9).
- Paul Hewitt et Jane Warren, Un homme en elle, 1996.
- Jocelyne et Florence Haguenauer, Jean/Jocelyne, éditions Stock, 2001.
- Yanni Kin, Regarde-moi, maman! : témoignage d'un transsexuel, Lanctôt, 2002, 302 p. (ISBN 2-89485-235-5).
- Bernadette Lacoste, Journal d'un(e) transsexuel(le), Société des écrivains, 2003, 247 p. (ISBN 978-2-7480-0649-0).
- Axel Léotard, Mauvais genre, Paris, Hugo et Compagnie, 2009, 240 p. (ISBN 978-2-7556-0329-3).
- Marie-France, Elle était une fois, Éditions Denoël, 2003 (ISBN 978-2-207-25357-1).
- Maud Marin, Le Saut de l'ange, Fixot, réédition J'ai lu, 1987 et 1998 (ISBN 978-2-87645-001-1 et 9782290024430).
- Brigitte Martel, Né homme, comment je suis devenu femme, Québecor, 1981.
- Mario Martino, Émergence. Autobiographie d'un transsexuel, Éditions de Trévise, 1981.
- Jan Morris, L'Énigme. D'un sexe à l'autre, éditions Gallimard, 1974, réédité en 1989, 279 p. (ISBN 978-2-07-038100-5).
- Georgine Noël, Appelez-moi Gina, Éditions Jean-Claude Lattès, 1994 (ISBN 978-2-7096-1393-4).
- Marie Claude Paquette, Autobiographie 17 : Pseudo hermaphrodite neurologique, Les Éditions Médialib, 2002, 126 p. (ISBN 2-9807737-0-0).
- Marie-Pierre Pruvot, Marie parce que c'est joli : biographie romanesque, Villettes, Édition Bonobo, 2007, 276 p. (ISBN 978-2-35269-002-3).
- Erik Schinegger, L’Homme qui fut championne du monde, éditions Michel Lafon, 1980.
- Sophie Simon, Un sujet de conversation, éditions Stock, 2004 (ISBN 978-2-234-05694-7).
- Simone (avec la contribution de Jean-Paul Feuillebois et Mireille Dumas), Simone par Simone, éditions du Rocher, 1997 (ISBN 978-2-268-02618-3).
- Ludwig Trovato, Mon corps en procès, Groupe Flammarion, 2003, 229 p. (ISBN 978-2-08-210299-5).
- Daniel Van Oosterwyck (préf. Pr Jean Slosse), Il, Groupe Rossel, 1975.
- Patrick Verret, Changer de sexe pour vivre enfin. Le long combat de Manon devenue Patrick, 2005, 543 p. (ISBN 2-923113-00-4).
- Marie-Pier Ysser, J'inventais ma vie, Éditions Ex aequo, 2013 (ISBN 978-2-35962-047-4).
- Jin Xing, Rien n'arrive par hasard, éditions Robert Laffont, 2005 (ISBN 978-2-221-09920-9).
- Sandra Forgues, Un jour peut-être, Outdoor-éditions, 2018  (ISBN 978-2-490329-02-1)
- Mathilde Daudet, Choisir de vivre, Carnets Nord, 2016  (ISBN 978-2-35536-194-4)
- Bo Van Spilbeeck, Comment je suis devenue BO, Les Arènes, 2019  (ISBN 978-2-7112-0098-6)

### Magazines
- Nicci Tristan, Marquis Magazine, Nicci's The Trans Girl World.

### Biographies
- Alain Chevrier, Histoire de Mademoiselle Rosette : Testament cassé d'un homme qui croyait être une fille sous-titre=un récit de la vie de Pierre-Aymond Dumoret (1678-1725), Paris, Gallimard, 2007, 192 p. (ISBN 978-2-07-078293-2).
- (en) Zachi Cohen, The first Israeli Poetry about Transgenderism : Tof Ha'kivshan, 2008 (lire en ligne).
- Mario Costa, Coccinelle est lui, Les Presses du Mail, 1963.
- Serge Delarue, Caline, le sexe de l'aube, Ramsay, 1978 (ISBN 978-2-85956-075-1).
- François Jonquet, Jenny Bel'Air. Une créature., Paris, Jean-Jacques Pauvert, 2001, 332 p. (ISBN 2-7202-1425-6).
- Claude Marais, J'ai choisi mon sexe. Confidences du peintre Michel-Marie Poulain, les éditions de Fontvieille, 1954.
- Marie Mayrand, Le combat de la mère d'un transsexuel, Cercle International des Gagnants, 1986 (ISBN 2-89323-001-6).
- Thomas de Quincey, La nonne militaire d'Espagne, Gallimard, 2001 (ISBN 978-2-07-076271-2) : retrace l'histoire de Catalina de Erauso.
- Catherine Rihoit et Jeanne Nolais, Histoire de Jeanne, transsexuelle, Mazarine, 1980 (ISBN 978-2-86374-019-4).
- Francis Wheen, Qui était le Pr Charlotte Bach ?, Le Promeneur, 2004 (ISBN 978-2-07-073540-2).

## Publicité
- Citroën CX, CX GTI Turbo et CX2 avec Grace Jones imaginée par Jean-Paul Goude, 1984.
- Levi's 501, Sexy Taxi, 1995.
- Bouygues Telecom, Le Travelo, 2000.
- Galeries Lafayette, L'Homme avec Laetitia Casta, direction artistique Jean-Paul Goude, 2004.
- Campari Red Passion, Masked Ball (musique de Jocelyn Pook), 2005.
- Opel, Le Trav, pub rapidement retirée pour transphobie, 2006. Elle dépeint une femme transgenre souhaitant renoncer à son opération de réassignation sexuelle juste après celle-ci, comme pourrait le faire le ou la propriétaire du véhicule proposé[20],[21].
- Philips Satinelle Ice, avec l'artiste transformiste James/Karis de Los Angeles, 2008.